# Supercoupe d'Espagne de football 1991
Navigation
Supercoupe d'Espagne 1990 Supercoupe d'Espagne 1992
La Supercoupe d'Espagne 1991 (en espagnol : Supercopa de España 1991) est la sixième édition de la Supercoupe d'Espagne, épreuve qui oppose le champion d'Espagne au vainqueur de la Coupe du Roi. Disputée en match aller-retour les 15 octobre 1991 et 29 octobre 1991, l'épreuve est remportée par le FC Barcelone aux dépens de l'Atlético de Madrid sur le score cumulé de 2 à 1.
Il s'agit du deuxième titre du FC Barcelone dans cette compétition.

## Compétition
| Vainqueur Coupe    | Aller | Score | Retour | Champion en titre |
| ------------------ | ----- | ----- | ------ | ----------------- |
| Atlético de Madrid | 0 - 1 | 1 - 2 | 1 - 1  | FC Barcelone      |